# ريوتا أوكي
ريوتا أوكي مواليد 19 أغسطس 1984 في تاكاتسوكي، اليابان، هو لاعب كرة قدم ياباني يلعب لمنتخب اليابان لكرة القدم كمدافع.

## المسيرة الاحترافية

### أندية لعب لها
- نادي غامبا أوساكا
- جيف يونايتد إتشيهارا تشيبا
- رواسو كوماموتو

## روابط خارجية
- ريوتا أوكي على موقع الاتحاد الدولي (مؤرشف)  (الإنجليزية)
- ريوتا أوكي على موقع رابطة كرة القدم اليابانية للمحترفين (اليابانية)
- ريوتا أوكي على موقع قاعدة بيانات كرة القدم.إي يو (الإنجليزية)
- ريوتا أوكي على موقع Soccerway.com (الإنجليزية)
- ريوتا أوكي على موقع عالم كرة القدم.نت (الإنجليزية)